# Osłona termiczna

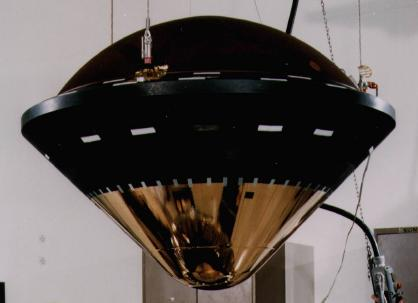
Osłona termiczna sondy Galileo

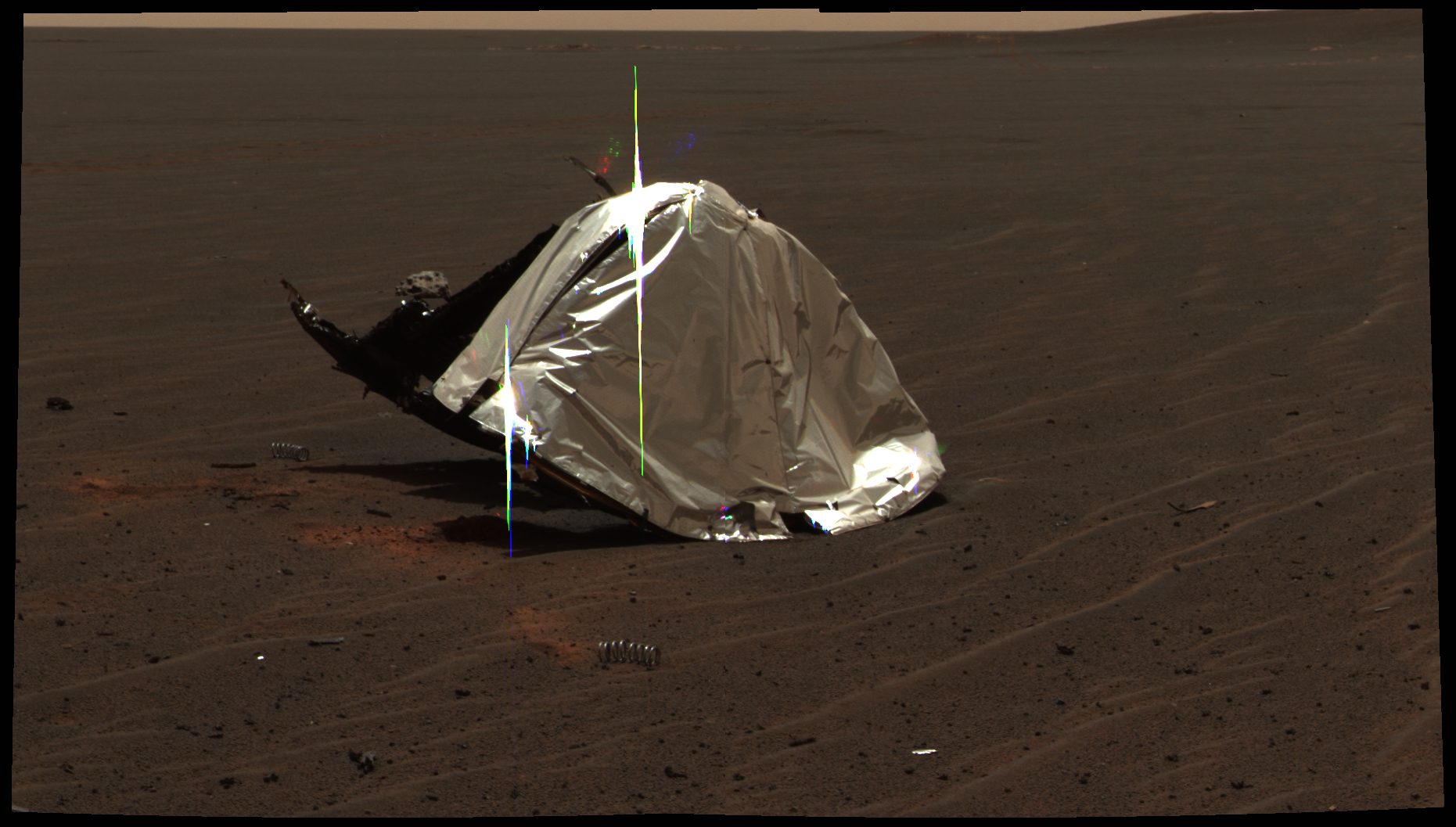
Odrzucona osłona sondy Opportunity na powierzchni Marsa

Osłona termiczna – element statku kosmicznego montowany w celu ochrony urządzeń i załogi przed wysoką temperaturą.
Wysoka temperatura powstaje podczas przedzierania się statku kosmicznego przez atmosferę z dużą prędkością na skutek adiabatycznego sprężania powietrza. Tarcie o atmosferę jest znacznie mniej istotne, zwiększa strumień ciepła zaledwie o około jeden procent.
Osłona termiczna składa się z materiałów pobierających z otoczenia duże ilości ciepła podczas parowania lub bardzo dobrych izolatorów cieplnych. Osłony termiczne mogą ulegać zniszczeniu podczas pracy (większość rakiet) lub być wykorzystywane wielokrotnie (wahadłowce). Uszkodzenie osłony może mieć katastrofalne skutki podczas powrotu statku do atmosfery, stało się m.in. przyczyną zniszczenia promu Columbia i śmierci jego załogi w 2003 roku.